# 世界内存在
世界内存在（せかいないそんざい）とは、マルティン・ハイデッガーによる哲学の概念である。これは人間が実存することの意味であり、人間が存在する形態の根本構造を意味する言葉である。人間というのはいかなる反省にも先立って存在し、しかもその多義的な現存を各自が引き受けるということによって本質的に、そして何らかの世界の内においてこの世界を理解しつつ存在せざるを得ないということである。